# Malaryta
Malaryta (in bielorusso Маларыта?) o Malorita (in russo Малорита?) è un comune della Bielorussia di 11 300 abitanti, capoluogo del distretto omonimo.